# Chata Javorina
Chata Javorina – słowackie całoroczne schronisko turystyczne, położone na Martinskich holach, na południe od szczytu Krížavy (1457 m n.p.m.) w Małej Fatrze (Mała Fatra Luczańska). Obiekt znajduje się na wysokości 1412 m n.p.m.

## Warunki pobytu
Schronisko zostało otwarte w listopadzie 2020 roku - obiekt powstał w miejscu magazynów dawnej kolejki linowej. Budynek o nowczesnej architekturze dysponuje 24 miejscami noclegowymi w 5 pokojach z węzłem sanitarnym, na miejscu znajduje się również restauracja.

## Szlaki turystyczne
- Martin Stráne (przyst. aut) - Martinské hole - Chata Javorina - Krížava vysílač (dojście do  )